# Timotej Jambor
Timotej Jambor est un footballeur slovaque né le 4 avril 2003 à Svit. Il joue au poste d'attaquant au MŠK Žilina. 

## Carrière

### En club
Il fait ses débuts avec l'équipe première du MŠK Žilina le 21 novembre 2020 contre l'AS Trenčín en championnat, en entrant en jeu en seconde période à la place de Matúš Rusnák.

### En sélection
En mai 2023, il est convoqué avec les moins de 20 ans pour participer à la Coupe du monde des moins de 20 ans organisée en Argentine. Lors de ce tournoi, il joue quatre matchs et inscrit deux buts, lors du premier tour contre les Fidji, puis en quart de finale contre la Colombie. La Slovaquie est éliminée en quart de finale par la Colombie 5-1.